# Sinfonía n.º 88 (Haydn)

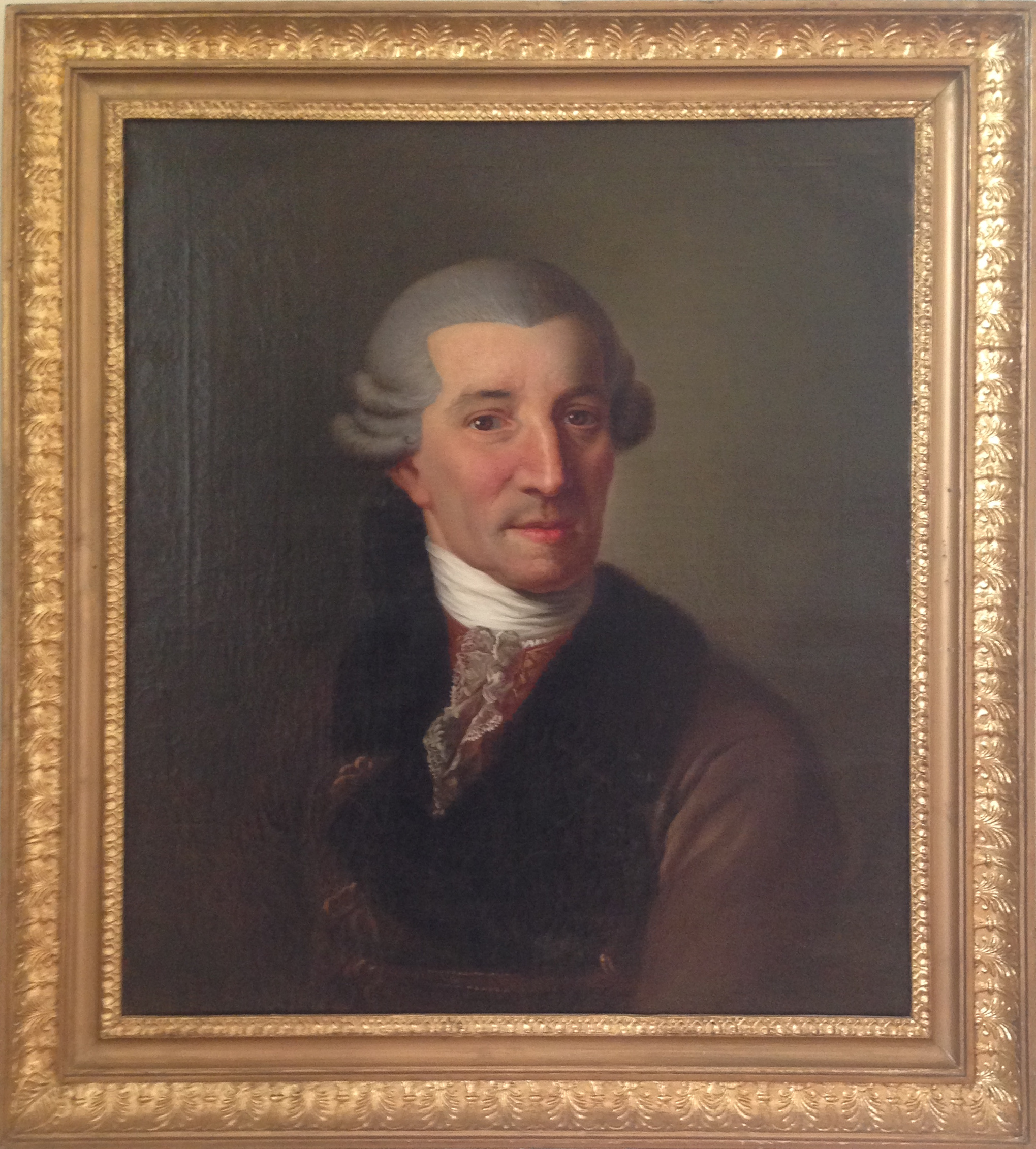
Haydn en 1785.

La Sinfonía n.º 88 en sol mayor, Hob. I:88, también conocida como Letra V, fue compuesta por Joseph Haydn en 1787.

## Historia
La producción sinfónica del maestro austríaco puede dividirse a grandes rasgos en tres bloques temporales: el primer bloque (1757-1761) se corresponde con su periodo al servicio del conde Carl von Morzin (n.º 1 - n.º 5); el segundo bloque en la corte Esterházy (1761-1790 pero con la última sinfonía para el público de Esterházy en 1781); y el tercer bloque (1782-1795) comprende las Sinfonías de París (n.º 82 - n.º 87) y las Sinfonías de Londres (n.º 93 - n.º 104). El 1 de mayo de 1761 el compositor firmó su contrato como vice-kapellmeister (más tarde kapellmeister) de la familia Esterházy, que nominalmente duró 48 años, hasta su muerte.
La composición de esta pieza se desarrolló en 1787. Es una de las más conocidas de Haydn, pese a no tener un apodo descriptivo ni ser una de las Sinfonías de Londres ni de París. Las Sinfonías n.º 88 y 89 fueron escritas en 1787 para el violinista Johann Peter Tost, un antiguo miembro de la orquesta de Esterházy que había triunfado como virtuoso en París. Tost también era un hombre de negocios no muy de fiar. Vendió los derechos de publicación de estas dos sinfonías, junto con los Cuartetos de cuerda Op. 54 y 55 de Haydn y otras piezas musicales (incluida una obra del compositor Adalbert Gyrowetz que Tost hizo pasar por Haydn) al editor Sieber de París, y luego se olvidó de enviar el pago de 300 florines a Haydn.
La trayectoria inicial de esta sinfonía es incierta. Es posible que la obra se estrenara en Eszterháza. También es posible que se escribiera pensando en un público parisino, al igual que las Sinfonías n.º 82 - 87 conocidas colectivamente como Sinfonías de París. Se interpretó sin duda en Londres en 1789, y contribuyó a crear el ambiente de acogida entusiasta que recibió a Haydn cuando viajó allí dos años más tarde. El sobrenombre Letra V que a veces se atribuye a esta obra hace referencia al catálogo de la Royal Philharmonic Society de Londres; en el siglo XIX, muchas de las sinfonías de Haydn se conocían por sus letras de pila en el catálogo de la citada sociedad.

## Instrumentación
La partitura está escrita para una orquesta formada por:
- Viento madera: 1 flauta, 2 oboes y 2 fagotes.
- Viento metal: 2 trompas y 2 trompetas.
- Percusión: timbales.
- Cuerda: una sección de cuerdas con 2 violines, viola, violonchelo y contrabajo.

En cuanto a la participación del clavecín como bajo continuo en las sinfonías de Haydn existen diversas opiniones entre los estudiosos: James Webster se sitúa en contra; Hartmut Haenchen a favor; Jamie James en su artículo para The New York Times presenta diferentes posiciones por parte de Roy Goodman, Christopher Hogwood, H. C. Robbins Landon y James Webster. A partir de 2019 la mayor parte de las orquestas con instrumentos modernos no utiliza el clavecín como continuo. No obstante, existen grabaciones con clavecín en el bajo continuo realizadas por: Trevor Pinnock (Sturm und Drang Symphonies, Archiv, 1989-1990); Nikolaus Harnoncourt (n.º 6–8, Das Alte Werk, 1990); Sigiswald Kuijken (incluidas las Sinfonías de París y Londres; Virgin, 1988-1995); Roy Goodman (Ej. n.º 1-25, 70-78, 82-87; Hyperion, 2002).

## Estructura y análisis
La sinfonía consta de cuatro movimientos:
- I. Adagio 3
4 – Allegro, en sol mayor 4
4
- II. Largo, en re mayor 3
4
- III. Menuet. Allegretto – Trio, en sol mayor 3
4
- IV. Finale. Allegro con spirito, en sol mayor 2
4

La interpretación de esta obra dura aproximadamente entre 20 y 25 minutos. Se trata de una obra melodiosa e imaginativa que se ha convertido con razón en una de las favoritas de los conciertos y las grabaciones. 

### I.Adagio – Allegro
El primer movimiento, Adagio – Allegro, está escrito en la tonalidad de sol mayor, en compás de 3/4 que en el Allegro pasa a 4/4 y sigue la forma sonata. El movimiento de apertura es brillante y enérgico. Se abre con una breve introducción lenta, marcada Adagio, que se caracteriza por rápidos cambios al acorde de dominante para preparar el cuerpo principal del movimiento. El Allegro empieza con el rápido primer tema interpretado por la cuerda. El resto se desarrolla a partir de ahí, con casi cada nueva frase desarrollada a partir de la primera idea. La exposición es monotemática y el desarrollo continúa haciendo uso de una única idea melódica. Tras una dramática sección de desarrollo, en la recapitulación los temas principales se repiten con comentarios añadidos de las maderas. En dicha repetición el inicio del tema principal se ornamenta con un solo de flauta.

### II.Largo
El segundo movimiento, Largo, está en re mayor y en compás de 3/4. Se dice que Johannes Brahms dijo de la melodía principal de este Largo: "¡Quiero que mi Novena Sinfonía sea así!" La melodía, interpretada inicialmente por el oboe solista y el violonchelo, es realmente sublime, y presenta una rica variedad de acompañamientos en sus múltiples retornos. La orquesta al completo, incluyendo la sorprendente primera aparición de las trompetas y los timbales, da un toque particularmente dramático. El movimiento lento consiste en su mayor parte en adornos del tema inicial legato del oboe, aunque de vez en cuando es marcado por acordes en tutti. Es la primera vez que Haydn emplea trompetas y timbales en el movimiento lento de una sinfonía. Mozart ya lo había hecho en el movimiento lento de su Sinfonía n.º 36 "Linz".

### III.Menuet. Allegretto– Trio
El tercer movimiento, Menuet. Allegretto – Trio, está en sol mayor y en compás de 3/4. El minueto es de carácter majestuoso y rítmico. Cuenta con una sección central folclórica que se interpreta sobre un bordón similar al de una gaita. El trío tiene una característica poco común: tras exponer un tema bastante simple, las quintas mantenidas por los fagotes y las violas bajan una cuarta en paralelo, un efecto evitado sistemáticamente por los compositores clásicos.

### IV.Finale.Allegro con spirito
El cuarto y último movimiento, Finale. Allegro con spirito, retoma la tonalidad inicial, el compás de 2/4 y responde a la forma rondó sonata. El tema del rondó es presentado en forma binaria y también tiene un carácter folclórico. Está sujeto a un breve pero sofisticado desarrollo con mucho juego contrapuntístico, que incluye un canon entre las cuerdas superiores e inferiores. La primera sección destaca por acabar con una cadencia sobre la mediante. Una emocionante coda lleva la obra a una brillante conclusión. Este Finale en ostinato se considera como uno de los más alegres que escribió Haydn.